# Сихэ (Луннань)
Сихэ́ (кит. упр. 西和, пиньинь Xīhé) — уезд городского округа Луннань провинции Ганьсу (КНР).

## История
При империи Сун эти земли входили в состав области Миньчжоу (岷州). В начале XII века они были захвачены чжурчжэньской империей Цзинь, и из-за практики табу на имена (слово «Минь» звучало точно так же, как и китайское имя первого цзиньского императора) область Миньчжоу была переименована в Хэчжоу (和州). Позднее выяснилось, что область с точно таким же названием имеется на территории современной провинции Аньхой, и тогда к названию области добавили иероглиф 西 («западная»), в результате чего она стала именоваться областью Сихэ (西和州). При империи Мин в 1377 году область была понижена в статусе до уезда — так появился уезд Сихэ.
В 1949 году был образован Специальный район Уду (武都专区), и уезд вошёл в его состав. В 1956 году уезд был передан в состав Специального района Тяньшуй (天水专区). В 1958 году уезд Сихэ был объединён с уездом Лисянь в уезд Сили (西礼县).
В 1961 году оба уезда были восстановлены, и вошли в состав вновь созданного Специального района Уду. В 1968 году Специальный район Уду был переименован в Округ Уду (武都地区). В 1985 году округ Уду был переименован в округ Луннань (陇南地区).
В 2004 году был расформирован округ Луннань и образован городской округ Луннань.

## Административное деление
Уезд делится на 9 посёлков и 11 волостей.